# Liste der Monuments historiques in Saint-Sulpice-sur-Lèze
Die Liste der Monuments historiques in Saint-Sulpice-sur-Lèze führt die Monuments historiques in der französischen Gemeinde Saint-Sulpice-sur-Lèze auf.

## Liste der Bauwerke
| Bezeichnung       | Beschreibung                  | Standort                                   | Kennzeichnung | Schutzstatus | Datum | Bild |
| ----------------- | ----------------------------- | ------------------------------------------ | ------------- | ------------ | ----- | ---- |
| Kreuz             | Erbaut im 18. Jahrhundert     | Place de l’Hôtel de Ville (Lage)           | PA00094477    | Inscrit      | 1950  |      |
| Kirche St-Sulpice | Erbaut im 15./16. Jahrhundert | (Lage)                                     | PA00094478    | Classé       | 1974  |      |
| Hôtel de Ville    | Erbaut im 17. Jahrhundert     | (Lage)                                     | PA00094479    | Inscrit      | 1950  |      |
| Haus              | Erbaut im 17. Jahrhundert     | 2, rue Pasteur Rue de la République (Lage) | PA00094480    | Inscrit      | 1950  |      |

## Liste der Objekte
- Monuments historiques (Objekte) in Saint-Sulpice-sur-Lèze in der Base Palissy des französischen Kultusministeriums